# Alyssa Mastromonaco
Alyssa Mastromonaco (Rhineback, 22 febbraio 1976) è una politica statunitense, Capo di gabinetto della Casa Bianca dal 2011 al 2014.

## Biografia
Laureata in scienze politiche, la Mastromonaco collabora con il Presidente Barack Obama dal 2005, quando fu assunta per occuparsi della pianificazione dei suoi impegni. Fino al 2011 ha diretto l'"Ufficio Scheduling and Advance" e successivamente è stata nominata Chief of Staff for Operations.
Nel novembre 2014 VICE Media (divisione del periodico canadese Vice) annunciò che Alyssa Mastromonaco avrebbe fatto parte dello staff di Vice quale Chief Operating Officer a partire da gennaio 2015.